# Bečmen
Bečmen (izvirno srbsko Бечмен) je predmestno naselje v Srbiji, ki upravno spada pod Mestno občino Surčin; slednja pa je del Mesta Beograd.

## Demografija
V naselju, katerega izvirno (srbsko-cirilično) ime je Бечмен, živi 2657 polnoletnih prebivalcev, pri čemer je njihova povprečna starost 35,9 let (34,8 pri moških in 37,0 pri ženskah). Naselje ima 1024 gospodinjstev, pri čemer je povprečno število članov na gospodinjstvo 3,33.
To naselje je, glede na rezultate popisa iz leta 2002, večinoma srbsko, a v času zadnjih 3 popisov je opazen porast števila prebivalcev.
|  |

| Demografija | Demografija     | Demografija     |
| Leto        | Št. prebivalcev | Št. prebivalcev |
| ----------- | --------------- | --------------- |
|             |                 |                 |
|             |                 |                 |
|             |                 |                 |
|             |                 |                 |
| 1948        | 733             |                 |
| 1953        | 974             |                 |
| 1961        | 1195            |                 |
| 1971        | 1357            |                 |
| 1981        | 2494            |                 |
| 1991        | 3020            | 2951            |
| 2002        | 3525            | 3409            |
|             |                 |                 |

| Etnična sestava po popisu iz leta 2002 | Etnična sestava po popisu iz leta 2002 | Etnična sestava po popisu iz leta 2002 | Etnična sestava po popisu iz leta 2002 | Etnična sestava po popisu iz leta 2002 |
| -------------------------------------- | -------------------------------------- | -------------------------------------- | -------------------------------------- | -------------------------------------- |
| Srbi                                   | Srbi                                   |                                        | 3.214                                  | 94,27%                                 |
| Romi                                   | Romi                                   |                                        | 60                                     | 1,76%                                  |
| Črnogorci                              | Črnogorci                              |                                        | 21                                     | 0,61%                                  |
| Muslimani                              | Muslimani                              |                                        | 19                                     | 0,55%                                  |
| Jugoslovani                            | Jugoslovani                            |                                        | 14                                     | 0,41%                                  |
| Hrvati                                 | Hrvati                                 |                                        | 8                                      | 0,23%                                  |
| Makedonci                              | Makedonci                              |                                        | 7                                      | 0,20%                                  |
| Slovaki                                | Slovaki                                |                                        | 5                                      | 0,14%                                  |
| Madžari                                | Madžari                                |                                        | 5                                      | 0,14%                                  |
| Rusi                                   | Rusi                                   |                                        | 2                                      | 0,05%                                  |
| Ukrajinci                              | Ukrajinci                              |                                        | 1                                      | 0,02%                                  |
| Slovenci                               | Slovenci                               |                                        | 1                                      | 0,02%                                  |
| Nemci                                  | Nemci                                  |                                        | 1                                      | 0,02%                                  |
| Bolgari                                | Bolgari                                |                                        | 1                                      | 0,02%                                  |
| Albanci                                | Albanci                                |                                        | 1                                      | 0,02%                                  |
| Neznano                                | Neznano                                |                                        | 6                                      | 0,17%                                  |